# Ada Međica
Ada Međica (srbsky Ада Међица) je místní část města Bělehrad a ostrov řeky Sávy. Administrativně patří do čtvrti Novi Beograd. Ada Međica je ostrov oválného tvaru, přibližně jeden kilometr dlouhý a asi 200 široký. Nachází se severně od středu většího ostrova Ada Ciganlija, respektive mezi ním a Novým Bělehradem asi 4 kilometry jihozápadně od ústí Sávy do Dunaje.
Ostrov je zalesněný a přístupný pouze na malých plavidlech. Nemá žádné trvalé obyvatele, ale je na něm mnoho víkendových příbytků obyvatel Bělehradu. V letních měsících zde tráví volný čas až 2000 lidí. Volnočasové aktivity zahrnují koupání, procházky a barbecue, území ostrova je téměř nedotčeno a bez turistické infrastruktury. Jedno z místních sídlišť, které tvoří část Nového Bělehradu zvanou Blokovi byla v 90. letech 20. století pojmenována Ada Međica. V roce 2002 zde žilo 4636 obyvatel.
Jméno ostrova – Ada Međica – znamená v srbštině „hraniční říční ostrov“. Řeka Sáva tvořila po staletí hranici mezi různými říšemi a státy (Římská a Byzantská říše, Uherské království, Srbsko, Osmanská říše, Habsburská monarchie atd.) Ostrov je na hranici i v současnosti, protože patří do místní části Nový Bělehrad a jen 100 metrů vzdálený ostrov Ada Ciganlija patří do čtvrti Čukarica.